# The Pentaverate
The Pentaverate est une mini-série télévisée (en streaming) américaine de comédie créée par Mike Myers pour Netflix, lancée le 5 mai 2022. Elle comprend six épisodes.

## Synopsis
Depuis la peste noire de 1347, un groupe constitué de cinq hommes s'efforce d'influencer les événements mondiaux pour le plus grand bien. Un journaliste canadien proche de la retraite se retrouve impliqué dans une mission visant à faire éclater la vérité.

## Distribution
- Mike Myers (VF : Emmanuel Curtil) :
  - Ken Scarborough : Journaliste canadien qui cherche à exposer le Pentaverate et à récupérer son emploi.
  - Anthony Lansdowne : Théoricien de la conspiration de la Nouvelle-Angleterre qui est déterminé à exposer le Pentaverate.
  - Rex Smith : Animateur radio d'extrême droite et théoricien du complot très en vue, parodie d'Alex Jones.
  - Lord Lordington : Membre le plus âgé et le plus haut placé du Pentaverate, qui siège au sommet de l'estrade en tant que Centralis.
  - Bruce Baldwin : Ancien magnat des médias australiens
  - Mishu Ivanov : Ancien oligarque russe.
  - Shep Gordon : Ancien manager d'Alice Cooper (Gordon est une personne réelle et a fait l'objet du documentaire Supermensch : The Legend of Shep Gordon, qui a été réalisé par Myers).
  - Jason Eccleston : Génie de la technologie qui a inventé le superordinateur du Pentaverate, Mentor.
  - un homme dans un costume de Shrek (voix)
- Keegan-Michael Key (VF : Lucien Jean-Baptiste) : Dr. Hobart Clark, un physicien nucléaire qui est recruté par le Pentaverate pour résoudre la catastrophe du changement climatique et découvrir le secret de la fusion froide.
- Ken Jeong : Skip Cho, un magnat des casinos ayant une connaissance approfondie de la théorie du chaos des modèles météorologiques.
- Debi Mazar (VF : Vanina Pradier) : Patty Davis, l'assistante exécutive de confiance du Pentaverate.
- Richard McCabe : Piquier Higgins, le chef de la Garde du Liechtenstein, la force de sécurité du Pentaverate.
- Jennifer Saunders dans les rôles de :
  - Le Mestre de Dubrovnik : L'enquêteur en chef du Pentaverate, qui est appelé de sa maison ancestrale de Dubrovnik pour enquêter sur les morts suspectes.
  - La Sœur de Dubrovnik : La sœur du mestre et protectrice de la parce clavem, le double de la clé de l'appareil de vote du Pentaverate, qui est caché à Dubrovnik.
- Lydia West (VF : Amélia Ewu) : Reilly Clayton, une jeune femme qui sert de complice à Ken Scarborough
- Neil Mullarkey (en) : le mystérieux homme moustachu.
- Rob Lowe (VF : Bruno Choël) : lui-même
- Maria Menounos : elle-même
- Tanya Moodie (VF : Corinne Wellong) : Mme Snee, la patronne de Ken

## Autour de la mini-série
Mike Myers s'était déjà confronté, en tant qu'acteur, aux théories de conspiration délirantes dans le film 1993 Quand Harriet découpe Charlie !